# Komitat Heves
Komitat Heves (węg. Heves vármegye) – komitat w północno-wschodnich Węgrzech.
Północna część komitatu leży w obrębie Średniogórza Północnowęgierskiego, obejmując góry Mátra z pogórzem, zachodnią część Gór Bukowych z pogórzem oraz dzielące je obniżenie rzek Tarna i Laskó. Południowa część komitatu zajmuje równinę Heves na obszarze Międzyrzecza Dunaju i Cisy i sięga do Cisy. W granicach komitatu leży wielki sztuczny zbiornik Cisa na Cisie.
Przez komitat przebiegają magistrala kolejowa i autostrada M3, łączące Budapeszt ze wschodem kraju, a Węgry – ze wschodnią Europą.
Komitat Heves wyodrębnił się w XIII wieku i przetrwał bez zmian terytorialnych do 1950. W ramach wielkiej reformy administracyjnej odłączono niewielkie tereny przygraniczne do sąsiadujących komitatów.

## Podział administracyjny
Komitat dzieli się na 7 powiatów:
- Bélapátfalva
- Eger
- Füzesabony
- Gyöngyös
- Hatvan
- Heves
- Pétervására

### Miasta komitatu
Miasta komitatu (liczba mieszkańców według spisu z 2001):
- Eger: 58 331
- Gyöngyös: 33 548
- Hatvan: 22 906
- Heves: 11 294
- Füzesabony: 8300
- Lőrinci: 6206
- Verpelét 3812 (2012)
- Bélapátfalva: 3465
- Kisköre: 3095
- Gyöngyöspata: 2563 (2010)
- Pétervására: 2539